# Clasificación funcional de la New York Heart Association
La Clasificación funcional de la New York Heart Association (NYHA) es una escala funcional de insuficiencia cardíaca (IC), el cual provee una manera sencilla basada en un sistema de puntuación para documentar la gravedad de los síntomas, y puede usarse para evaluar la respuesta al tratamiento de la IC. Fue propuesta por la asociación homónima en 1928 y revisada en repetidas ocasiones, la última vez en 1994.
La NYHA define cuatro clases de IC, con base en la valoración subjetiva que hace el médico durante la anamnesis (interrogatorio) sobre la presencia y severidad de la disnea que por lo general acompaña a la IC.
- Grado I: No se experimenta limitación física al movimiento, no aparecen síntomas con la actividad física rutinaria, a pesar de haber disfunción ventricular (confirmada por ejemplo, por ecocardiografía).

- Grado II: ligera limitación al ejercicio, aparecen los síntomas con la actividad física diaria ordinaria (por ejemplo subir escaleras) resultando en fatiga, disnea, palpitaciones. Desaparecen con el reposo o la actividad física mínima, momento en que el paciente se está más cómodo.

- Grado III: Marcada limitación al ejercicio. Aparecen los síntomas con las actividades físicas menores (como el caminar). Desaparecen con el reposo.

- Grado IV: Incapacidad para realizar cualquier actividad física. Aparecen los síntomas aun en reposo.